# Морк, Иэн
Иэн Эндрю Морк (исп. Ian Andrew Mork; род. 30 ноября 1971, Уичито, Канзас) — американский футболист и тренер.

## Карьера
После окончания университета Морк, являвшийся капитаном студенческой команды, выступал indoor команду и родного города «Уичито Уингз», а затем он пробовал свои силы в нидерласком клубе низшей лиги «Квик Бойз» и в команде Премьер-Лиги Белиза «Сан Педро Сеадогс».
После окончания карьеры Морк работал тренером в футбольной академии «Балистик Юнайтед» в Калифорнии. Дважды возглавлял сборную Белиза. Он руководил национальной командой на ее первом в истории Золотом кубке КОНКАКАФ в США.
Имеет тренерскую лицензию «B» УЕФА.